# Gibeon

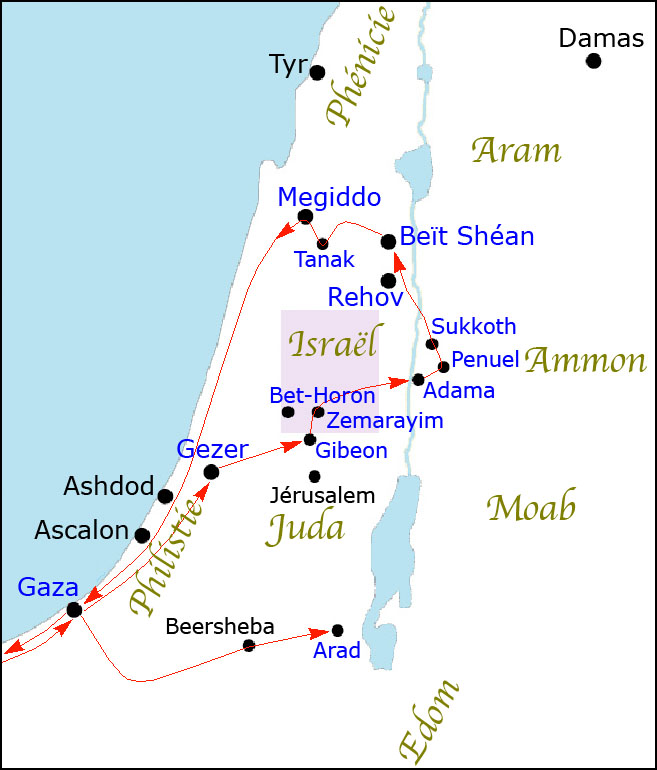
De route van de militaire campagne van Sjosjenq I.

Gibeon (Hebreeuws: גבעון) was een Kanaänitische stad ten noorden van Jeruzalem aan de westzijde van het centrale Benjamin-plateau. De stad werd bewoond door Chiwwieten, in de Hebreeuwse Bijbel worden ze Amorieten genoemd. De stad werd later aan de stam van Benjamin geschonken.

## In de Hebreeuwse Bijbel
Gibeon was de belangrijkste van de vier steden die de Israëlieten door een list hadden weten over te halen een verdrag met hen te sluiten. De andere drie steden worden in de Bijbel Chefira, Beëroth en Kirjath-Jéarim genoemd. De oorspronkelijke inwoners werden volgens het Bijbelboek Jozua gespaard en moesten dienstdoen als houthakkers en waterputters (Jozua 9:1-27).
Gibeon was ook het toneel van de slag bij Gibeon tussen de Israëlieten en de vijf koningen onder de leiding van Adonisedek van Jeruzalem, waarbij Jozua aan God vroeg om de zon en de maan te laten stilstaan zodat zijn leger de tijd zou krijgen om de vijand uit te roeien, wat prompt gebeurde (Jozua 10:1-15). De koningen van Jeruzalem, Hebron, Jarmuth, Lachis en Eglon vluchtten naar de grot van Makedda maar werden achterhaald en alsnog gedood en opgehangen (Jozua 10:16-27).
Gibeon was de plaats waar na de verwoesting van Nob de tabernakel werd ondergebracht, tot het van daar werd overgebracht naar de tempel in Jeruzalem.
Tijdens de regering van koning David heerste er gedurende drie jaar hongersnood. Dit werd gezien als een straf van God voor het uitmoorden van de Gibeonieten door Saul. Als zoenoffer zond David zeven zoons van Saul naar Gibeon waar ze werden terechtgesteld (2 Samuel 21:1-14).

## Archeologie
Gibeon wordt vereenzelvigd met de plaats el-Jib, een dorp gelegen op een heuvel. Het was Edward Robinson die in 1838 Gibeon vereenzelvigde met el-Jib. De archeoloog James B. Pritchard van de Pennsylvania University leidde zes opgravingcampagnes tussen 1956 en 1962. Er werden vondsten gerapporteerd uit de vroege, midden en late bronstijd en massieve muren uit de vroege ijzertijd. Binnen die muren werd er een groot waterbekken blootgelegd. Dit wordt beschouwd als de 'vijver van Gibeon' die herhaaldelijk in de Bijbel wordt vernoemd.
In de 8e en 7e eeuw v.Chr. moet er in Gibeon een bloeiende wijnindustrie geweest zijn. Er werden wijnkelders blootgelegd voldoende voor de opslag van 95.000 liter wijn. Hebreeuwse inscripties op de handvatten van de wijnkruiken bevestigen met zekerheid dat dit de plaats van het Bijbelse Gibeon was.